# 마다가스카르의 국기

마다가스카르의 국기 비율 2:3

마다가스카르의 대통령기

마다가스카르의 국기는 1958년 10월 14일에 제정되었다. 빨강, 하양, 초록은 마다가스카르의 역사와 전통을  있다. 빨간색과 하얀색은 마다가스카르의 대부분을 지배했던 메리나 왕국의 마지막 여왕이었던 라나발로나 3세의 기에 그려져 있었던 색이었다. 초록색은 마다가스카르의 독립에 중요한 역할을 했던 호바의 색이다.

## 색상
| 색상 | 하양                  | 빨강                | 초록               |
| ---- | --------------------- | ------------------- | ------------------ |
| RGB  | 255–255–255 (#FFFFFF) | 252–61–50 (#FC3D32) | 0–126–58 (#007E3A) |

## 과거의 기

1810년까지 사용한 메리나 왕국의 국기
1810년에 제정되어 1897년까지 사용한 메리나 왕국의 국기
말라가시 보호령의 기 (1885 - 1896년)

## 같이 보기
- 마다가스카르의 국장